# Generador de vapor

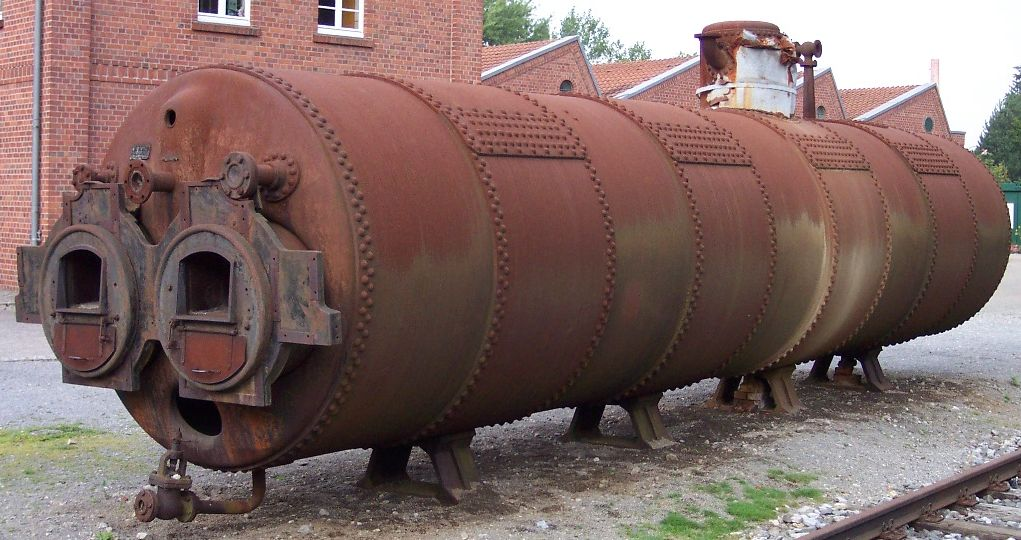
Caldera industrial empleada en un motor de vapor estacionario.

Un generador de vapor es una máquina o dispositivo de ingeniería, donde la energía química contenida en un combustible (por ejemplo gas natural, gasóleo, fueloil, biomasa, etc), se transforma en energía térmica. Generalmente es utilizado en las turbinas de vapor para generar vapor, habitualmente vapor de agua, con energía suficiente como para hacer funcionar una turbina en un ciclo de Rankine modificado y, en su caso, producir electricidad, aunque también tiene amplias aplicaciones en la industria, como procesos de calentamiento de materias primas o productos, esterilización, lavado, etc.
Existen generadores de vapor que no utilizan la energía química, sino que directamente concentran la energía térmica, como es el caso de la energía termosolar de concentración.
Dicho esto, se puede observar que, en esencia, una caldera o generador de vapor es un tipo de intercambiador de calor donde se realiza un cambio de fase.
En un generador de vapor, las pérdidas por convección y radiación son menores que las pérdidas en los humos. Las pérdidas por convección y radiación representan un 0.5% mientras que las pérdidas en los humos secos representa un 5% y un 1% son las pérdidas por vapor de agua en los gases de combustión.    

## Funcionamiento del vapor

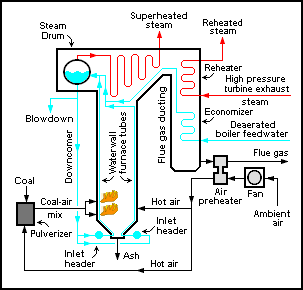
Modelo de generador de vapor empleado en centrales termoeléctricas de carbón.

En general, disponen de un amplio hogar donde se produce la combustión del combustible empleado en la misma.
Los gases calientes de esta reacción avanzan a través de diferentes partes de la caldera, las cuales están diseñadas cuidadosamente para que se realice un intercambio térmico tan óptimo como sea posible.
En los lugares donde existe presencia de la llama, la mayor parte del intercambio se realiza  mayoritariamente mediante radiación, mientras que en las zonas donde únicamente existen gases calientes, el intercambio se realiza por convección.

## Tipos de generadores de vapor
La clasificación más habitual diferencia las calderas o generadores de vapor entre las del tipo pirotubular y las de tipo acuotubular.
En el caso de las calderas de tipo pirotubular, los gases calientes de la combustión transcurren por el interior de un haz de tubos. En el caso de las calderas acuotubulares, es el agua el que se encuentra en el interior de estos tubos, por lo que los gases los rodean completamente.

## Partes de un generador de vapor
- Economizador
- Sobrecalentador
- Recalentador
- Precalentador de aire regenerativo
- Hogar (caldera)

## Eficiencia
Método directo: se obtiene por la medición del calor contenido en la entrada de agua a la caldera, el vapor de agua que se obtiene de ella y el calor consumido del combustible. Las ventajas son que los parámetros  de ensayo preestablecidos son medibles en forma directa, requieren pocas mediciones, no requiere estimación de pérdidas no medibles y se aplica con facilidad para combustibles líquidos y gaseosos cuyas propiedades y medidas de flujo son conocidas y confiables. Las desventajas son que brinda solamente información cuantitativa sobre la eficiencia térmica del equipo, no permite localizar las fuentes y magnitud de las ineficiencias térmicas del equipo, no permite corregir los resultados del ensayo a las condiciones preestablecidas, es dificultoso o no aplicable en el caso de combustibles sólidos, el impacto de los errores en la medición de los flujos principales es muy grande y requiere mayor tiempo de ejecución.  
Método indirecto: se utiliza en aquellas calderas que no están equipadas con calorímetros, obliga a efectuar un balance energético por la combustión que se produce, consiste en cuantificar los porcentajes de las pérdidas de calor. Las ventajas son que los parámetros de medición (análisis y temperatura de gases de combustión) pueden ser hechos con muchas precisión, permite localizar y cuantificar las pérdidas energéticas, ajustar o corregir las condiciones de ensayo a las condiciones estándar o fijadas, se aplica con facilidad para todo tipo de combustible, puede aplicarse con facilidad a todo tipo de calderas, requiere menos tiempo de ejecución, el impacto de los errores en las medidas de las pérdidas afecta poco a la exactitud global del ensayo. Las desventajas son que exige muchas mediciones, no brinda datos o información automática sobre la capacidad de producción del equipo, muchas pérdidas no son fáciles de medir y puede ser difícil su estimación, requiere mayor participación del personal durante la ejecución del ensayo.

## Usos
- Contacto directo: el calentamiento directo es utilizado para cocinar, esterilizar y vulcanizar en la industria. Aumenta la temperatura y el vapor condensado se queda en el compuesto.
- Contacto indirecto: el calentamiento indirecto de vapor es usado en la preparación de alimentos, bebidas, papel, combustibles como la gasolina y otros productos.
- Reactante: se utiliza para producir alcohol, al reaccionar con alquenos.
- Fuerza motriz: el vapor se usa en propulsión en aplicaciones tales como turbinas de vapor. Las turbinas de vapor sirven para producir energía eléctrica en centrales termoeléctricas. Además de la generación de energía, otra aplicación es el impulso/movimiento de bombas o compresores por vapor.
- En el contexto industrial, los compresores de vapor desempeñan un papel clave en la mejora de la eficiencia energética de los sistemas que emplean generadores de vapor. Estos dispositivos permiten recuperar el vapor de baja presión y comprimirlo para su reutilización en aplicaciones de alta presión, reduciendo la necesidad de energía adicional y minimizando las pérdidas térmicas.[1]